# Stripped
A 2002-es Stripped Christina Aguilera negyedik nagylemeze. A brit és az amerikai albumlistákon is a második helyig jutott. Az album mellé megjelent kislemezek közül kettő lett number one, a Dirrty és a Beautiful. Előbbit tartalma és videóklipje miatt bírálták, utóbbi Aguilera legsikeresebb dalai egyike lett, Amerikában a második helyig jutott. A Beautiful klipjét nagy figyelem övezte, mivel az anorexia, a homoszexualitás, a megfélemlítés, az önbecsülés és a transzneműség is megjelenik benne.
Aguilera a Justified/Stripped turnéval támogatta az albumot, együtt Justin Timberlake-kel. Észak-Amerikában, Európában, Ázsiában és Ausztráliában egy Stripped világturné is lezajlott. Ez Aguilera első albuma, amelynek kreatív szakaszában tevékeny részt vállalt. Több műfaj befolyásolta, köztük az R&B, a gospel, a soul, a pop rock, a latin zene és a hiphop. 14 dal megírásában vett részt, az album producere. Az album promóciója során az Egyesült Államokban kritizálták Aguilera megjelenését.
Az album a második helyig jutott a Billboard 200-on, 330 ezer példányban kelt el az első héten, a RIAA-tól négyszeres platina minősítést kapott. Nemzetközi kereskedelmi sikernek számított. A Beautiful, habár csekély sikereket ért el a listákon, 2002/2003 és a 2000-es évek leghallgatottabb dala lett. A kritikusok vegyes véleménnyel fogadták az albumot, de bekerült néhány összeállításban, és Aguilera egy Grammy-díjat is kapott érte. Világszerte több mint 12 millió példányban kelt el. Az album szerepel az 1001 lemez, amit hallanod kell, mielőtt meghalsz című könyvben.

## Az album dalai
|     | Cím                     | Szerző(k) | Hossz |
| --- | ----------------------- | --- | ----- |
| 1.  | Stripped Intro          | | 1:39  |
| 2.  | Can't Hold Us Down      | Christina Aguilera, Scott Storch, Matt Morris, Kimberly Jones                                                           | 4:15  |
| 3.  | Walk Away               | Aguilera, Storch, Morris                                                                                                | 5:47  |
| 4.  | Fighter                 | Aguilera, Storch | 4:05  |
| 5.  | Primer Amor Interlude   | | 0:53  |
| 6.  | Infatuation             | Aguilera, Storch, Morris                                                                                                | 4:17  |
| 7.  | Loves Embrace Interlude | | 0:46  |
| 8.  | Loving Me 4 Me          | Aguilera, Storch, Morris                                                                                                | 4:36  |
| 9.  | Impossible              | Alicia Keys | 4:14  |
| 10. | Underappreciated        | Aguilera, Storch, Morris                                                                                                | 4:00  |
| 11. | Beautiful               | Linda Perry | 3:58  |
| 12. | Make Over               | Aguilera, Perry, Jonathan Lipsey, Felix Howard, Cameron McVey, Paul Simm, Siobhán Donaghy, Mutya Buena, Keisha Buchanan | 4:12  |
| 13. | Cruz                    | Perry, Aguilera | 3:49  |
| 14. | Soar                    | Aguilera, Rob Hoffman, Heather Holley                                                                                   | 4:45  |
| 15. | Get Mine, Get Yours     | Aguilera, Steve Morales, Balewa Muhammad, David Siegel                                                                  | 3:44  |
| 16. | Dirrty                  | Aguilera, Dana Stinson, Muhammad, Reginald Noble, Jasper Cameron                                                        | 4:58  |
| 17. | Stripped Pt. 2          | | 0:45  |
| 18. | The Voice Within        | Aguilera, Glen Ballard                                                                                                  | 5:04  |
| 19. | I'm OK                  | Aguilera, Perry | 5:18  |
| 20. | Keep on Singin' My Song | Aguilera, Storch | 6:29  |

## Közreműködők

### Produkció
| - Christina Aguilera – executive producer, szerző - Ron Fair – executive producer, A&R - Scott Storch – producer, szerző - Linda Perry – producer, szerző, hangmérnök - Rob Hoffman – producer, szerző - Heather Holley – producer, szerző - Steve Morales – producer, szerző - Alicia Keys – producer, szerző - Glen Ballard – producer, szerző - Rockwilder – producer - Jasper Cameron – szerző - Balewa Muhammad – szerző - R. Noble – szerző - David Siegel – szerző - D. Stinson – szerző - Matt Morris – szerző - Tony Black – rögzítés - Oscar Ramirez – rögzítés - Wassim Zreik – rögzítés - Shane Stoner – rögzítés - David Guerrero – hangmérnök, keverőasszisztens - Dylan Dresdow – hangmérnök, keverőasszisztens - Andrew Chavez – hangmérnökasszisztens, keverőasszisztens - Davy Vain – hangmérnökasszisztens | - Brian Douglas – hangmérnökasszisztens - Alex Gibson – hangmérnökasszisztens - Jay Goin – hangmérnökasszisztens - Mark Kizula – hangmérnökasszisztens - Aaron Leply – hangmérnökasszisztens - John Morichal – hangmérnökasszisztens - Rafael Serrano – hangmérnökasszisztens - Kevin Szymanski – hangmérnökasszisztens - Scott Whitting – hangmérnökasszisztens - Tony Maserati – keverés - Peter Mokran – keverés - Dave Pensado – keverés - Rich Balmer – keverőasszisztens - Tony Flores – keverőasszisztens - Anthony Kilhoffer – keverőasszisztens - Jamie Sickora – keverőasszisztens - Ethan Willoughby – keverőasszisztens - Jolie Levine-Aller – produkciós koordinátor - Stephanie Kubiak – produkciós asszisztens - Brian Gardner – mastering - Jeri Heiden – művészeti vezető, design - Glen Nakasako – művészeti vezető, design - Miranda Penn Turin – fényképek |

### Zenészek
| - Christina Aguilera – ének, háttérvokál, hangszerelés, zongora - Lil Kim – ének - Redman – ének - E. Dawk – hangszerelés - Balewa Muhammad – hangszerelés - Alicia Keys – háttérvokál, zongora, egyéb hangszerek - Maxi Anderson – háttérvokál, hangszerelés - Alexandra Brown – háttérvokál - Crystal Drummer – háttérvokál - Charlean Hines – háttérvokál - Erica King – háttérvokál - Nolie Robinson – háttérvokál - Alfie Sillas – háttérvokál - Toya Smith – háttérvokál - Maxine Waters-Willard – háttérvokál - Linda Perry – basszusgitár, gitár, zongora, vonósok hangszerelése és vezénylése, programozás - Alex Al – basszusgitár - Uriah Duffy – basszusgitár - Mike Elizondo – basszusgitár - Rufus Jackson – basszusgitár - Tarus Mateen – basszusgitár - Steve Morales – dob programozása, hangszerelés - Matt Chamberlain – dob - Brian Frasier-Moore – dob - Kameron Houff – dob - Paul John – dob - Brian McLeod – dob - Mike Stinson – dob | - Ahmir Thompson – dob - Darryl Dixon – kürt - Gary Grant – kürt - Jerry Hey – kürt - Daniel Higgins – kürt - Fred Maxwell – kürt - Bill Reichenbach – kürt - David Watson – kürt - Rob Hoffman – gitár, programozása, ütőhangszerek, rhodes - Glen Ballard – gitár, hangszerelés, billentyűk - Aaron Fishbein – gitár, elektromos gitár - John Goux – gitár - Michael Landau – gitár - Dave Navarro – gitár - Arthur White – gitár - Dwayne Wiggins – gitár - Ramon Stagnaro – akusztikus gitár - Damon Fox – billentyűk - Randy Kerber – billentyűk - David Siegel – billentyűk - Greg Phillinganes – zongora - Richard Dodd – cselló - Lily Haydn – brácsa, hegedű - Shanti Randall – brácsa - Eric Gorfain – hegedű - Larry Gold – vonósok hangszerelése és vezénylése - Ron Fair – vonósok hangszerelése - Bill Ross – zenekar hangszerelése - Anson Dawkins – kórus hangszerelése - Eric Dawkins – kórus hangszerelése |

## Fordítás
Ez a szócikk részben vagy egészben a Stripped (Christina Aguilera album) című angol Wikipédia-szócikk ezen változatának fordításán alapul.  Az eredeti cikk szerkesztőit annak laptörténete sorolja fel. Ez a jelzés csupán a megfogalmazás eredetét és a szerzői jogokat jelzi, nem szolgál a cikkben szereplő információk forrásmegjelöléseként.